# 雲中岳 (演員)
雲中岳（1950年9月3日—，戶籍資料為1950年10月11日），原名陳凱，為台灣男演員。

## 簡介
從體專畢業後，曾當過1年的體育老師。
一開始演戲時，以演武俠片居多，後來瓊瑤為尋覓《卻上心頭》的大鬍子男主角而登報徵選演員，有三千多人去報名試鏡，好友秦漢覺得他外型很適合，便推薦給瓊瑤，他演出後果然走紅，從此開始接拍文藝愛情片。
息影後，先是轉戰幕後製作人，曾製作過知名節目《來電50》，後來考取到了整復師的證書，成了民俗療法的治療師。
2016年，因演出公視的人生劇展《衣櫃裡的貓》入圍該年的台北電影節男主角。

## 作品

### 電影
- 《鐵脖子李勇》（1978年）
- 《英雄有淚》
- 《卻上心頭》（1982年）
- 《燃燒吧！火鳥》（1982年）
- 《問斜陽》（1982年）
- 《昨夜之燈》（1983年）
- 《痞子英雄二部曲：黎明再起》（2014年）
- 《飆風老爹》 （2017年）
- 《返校》（2019年）

### 電視劇
- 《牧野鷹揚》（1984年）
- 《掌聲響起》（1988年）
- 《芙蓉鎮》（1989年～1990年）
- 《花弄影》（1993年）
- 《落水無痕》
- 《台灣靈異事件》
- 《狂愛龍捲風》（2003年）
- 《王子變青蛙》（2005年）
- 《愛殺十七》（2006年）
- 《翻滾吧！蛋炒飯》（2007年）
- 《籃球火》（2008年）
- 《公視人生劇展－衣櫃裡的貓》（2016年）
- 《你的孩子不是你的孩子-茉莉的最後一天》（2018年）
- 《必勝大丈夫》（2019年）
- 《粉紅色時光》（2020年）
- 《姊妹們追吧》（2020年）
- 《妖怪人間》（2020年）
- 《忘了我記得》（2025年）

## 外部連結
- 雲中岳在互联网电影资料库（IMDb）上的資料（英文）（英文）
- 雲中岳在香港影庫上的簡介
- 雲中岳在豆瓣上的资料（简体中文）